# VAE
El Vehículo Argentino de Exploración (VAE) y el Vehículo Argentino de Apoyo a la Exploración (VAE) fueron un proyecto de transporte blindado de personal desarrollado en la Argentina en la década de 1970.
El desarrollo del VAE y del VAPE surgió a partir del requerimiento del Ejército Argentino de un vehículo blindado a ruedas para sus escuadrones de exploración. Las empresas francesas Panhard et Levassor y la Renault presentaron prototipos. El proyecto sucumbió a la escasez de recursos económicos pues existían proyecto similares en marcha como el Tanque Argentino Mediano.

## Antecedentes
En la década de 1970 la Argentina era el segundo país productor de armamentos en América Latina, después del Brasil. En el país se ensamblaban buques, aviones militares, fusiles etc. La producción de vehículos blindados cesó después de la salida de 16 tanques medianos Nahuel en 1940. En 1960 se conformó el Plan Europa, conforme a que se planeaba el desarrollo de la producción de los vehículos blindados en Argentina. En 1968 por la licencia de las firmas francesas en la fábrica de la compañía de construcción naval Astarsa era arreglado el montaje de los tanques AMX-13 fáciles.

## Historia
En la década de 1970, el Ejército Argentino diseñó un plan para tener su propia flota de vehículos blindados a rueda para equipar sus escuadrones de exploración y poder transportar sus regimientos de infantería motorizada.
La fuerza terrestre ya tenía en marcha el proyecto del Tanque Argentino Mediano (TAM). En el año 1974 había contratado a la Thyssen-Henschel de la República Federal de Alemania.

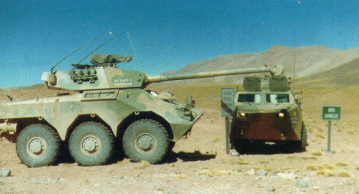
Uno de los prototipos del VAPE.

Las tensiones con Chile de la década de 1970 hicieron que se aprobara un programa local de construcción de Vehículos de Combate a Rueda (VCBR). Su relativa sofisticación permitiría la construcción en Argentina de un gran número y podría complementar a los vehículos de la familia TAM. Se pensó en equiparse con dos versiones: VAE (Vehículo Anfibio de Exploración) y VAPE (Vehículo Anfibio Pesado de Exploración). La Tanque Argentino Mediano Sociedad del Estado (TAMSE) contrató en 1979 a las empresas francesas Panhard et Levassor y Renault que presentaron dos prototipos cada una del Vehículo Argentino de Exploración (VAE) y dos del Vehículo Argentino de Apoyo a la Exploración (VAPE). La Panhard se asoció con las empresas argentinas Talleres Electromecánicos Norte S. A. (TENSA) y la Renault con Astilleros Argentinos Río de la Plata S. A.
Como Argentina no poseía una red desarrollada de carreteras, eran necesarios blindados rápidos y ligeros. Con precaución a esto se basaban las familias TAM/VCTP y VAE/VAPE. El contrato preveía la construcción de 1.000 unidades. El montaje se asignó a la fábrica de la compañía de defensa TENSA en Córdoba. Argentina hubiera así creado la base industrial para un futuro blindado propio. Entre 1979 y 1980 Renault y Panhard presentaron a Argentina los prototipos. El Renault VAE (EA VAE 1) estaba elaborado sobre la base de VAB.
Los prototipos pasaron las pruebas de las localidades atravesadas, montañosas, pantanosas. Aunque eran pasados con éxito, con todo eso el encargo de la producción en grandes series no ha obrado. Argentina en aquel período (terrorismo de Estado en Argentina en las décadas de 1970 y 1980) tenía las dificultades financieras, por lo que proyecto se descontinuó.

## Especificaciones
Los VAE/VAPE usaban una misma plataforma 6x6, de probada fiabilidad en el VAB francés. Su peso estaba entre 12 y 15 toneladas y tenían capacidad anfibia. El BNCR fue creado para transportar hombres al campo de batalla protegiéndolos de municiones de hasta el calibre 7,62 mm y de las minas en tierra, con un resistente blindaje en la parte baja y los costados del vehículo blindado, existen versiones NBQ, y es fácilmente transportable por aire en aviones militares de carga, tiene una transmisión automática y un potente motor diésel de 4 cilindros.
Puede transitar por todo tipo de terrenos y algunas versiones están disponibles con dos hélices traseras, para poder cruzar ríos y pantanos.
El Vehículo de Combate Blindado a Rueda (VCBR) estaba pensado para ser empleado principalmente en el transporte de infantería. El Ejército Argentino solicitó una versión que contara con mayor poder de fuego destinada a las unidades de exploración.
- El VCBR 6×6 sería versión VAE estaba propulsado por un motor de 260 HP aunque se evaluó la posibilidad de equiparlo con un motor Perkins de 250 HP producido en Argentina. Estaba equipado con una torreta FL20 con un cañón de 20mm.
- El VBCR versión VAPE tenía como armamento un cañón de 90 mm montado en una torre A.R 90. Tenía un motor diésel de 254 HP.

### Desarrollos relacionados
- Tanque Argentino Mediano

### Vehículos similares
- VAB
- M1117
- BRDM-2
- Bravia Chaimite
- VBTP-MR Guarani